# Petaurillus kinlochii
Il petaurillo di Selangor (Petaurillus kinlochii Robinson e Kloss, 1911) è un piccolo scoiattolo volante endemico della Malaysia.

## Descrizione
Il petaurillo di Selangor è uno degli scoiattoli volanti più piccoli del mondo: il corpo misura 8–9 cm e la coda 8-9,8 cm. Le regioni superiori sono di colore grigio molto scuro, con screziature color camoscio chiaro, specialmente lungo la linea mediana; quelle inferiori sono bianco sporco, con un sottopelo grigio. La coda, color camoscio alla base, si fa nerastra verso l'estremità, dove è presente una macchia bianca. Le guance sono bianco-camoscio, con una macchia grigia sotto ciascun occhio. Dietro le orecchie vi sono due macchie biancastre.

## Distribuzione e habitat
Come indica il nome, il petaurillo di Selangor ha una distribuzione molto limitata, ristretta alle foreste pluviali dello Stato di Selangor, situato nella zona sud-occidentale della penisola malese.

## Biologia
Il petaurillo di Selangor ha abitudini notturne e risiede e nidifica nelle cavità degli alberi. Vive sia nelle foreste che nelle piantagioni di alberi della gomma.

## Conservazione
La specie è minacciata dalla deforestazione, ma le informazioni riguardo ad essa sono così poche che la IUCN la classifica tra le specie a status indeterminato.